# Tamiang (Sosa)
Tamiang is een bestuurslaag in het regentschap Padang Lawas van de provincie Noord-Sumatra, Indonesië. Tamiang telt 631 inwoners (volkstelling 2010).